# Rhaphidophora minor
Rhaphidophora minor är en kallaväxtart som beskrevs av Joseph Dalton Hooker. Rhaphidophora minor ingår i släktet Rhaphidophora och familjen kallaväxter. Inga underarter finns listade.